# EJ Wells
EJ DiMera is een personage uit de soapserie Days of our Lives. De rol wordt sinds mei 2006 gespeeld door de Britse acteur James Scott. Nadat EJ al een tijd in de serie meespeelde werd bekend dat hij de zoon was van Stefano DiMera en Susan Banks, en vroeger bekendstond als Elvis Banks. De rol van Elvis werd door de drieling Ragone van februari 1997 tot april 1998.
Elvis werd in 1997 geboren en toen hij zijn wederoptreden maakte in 2006 was hij verouderd tot ongeveer 30 jaar. Dit was een van de meest drastische verouderingen in de geschiedenis van Days, eerder werd Philip Kiriakis in 1999 al van vier jaar naar 16 jaar verouderd.

## Personagebeschrijving

### Kindertijd
Elvis Aron Banks werd op 21 februari 1997 geboren als de zoon van Susan Banks en Stefano DiMera. Susan werd door Stefano gebruikt omdat ze ondanks haar debiel voorkomen, mits een pruik en valse tanden een perfect evenbeeld was van zijn aangenomen dochter Kristen Blake. Kristen had een miskraam gekregen van John Black en zo werd Susan betaald om haar kind af te staan aan Kristen. Susan ontdekte wat voor een slecht persoon Kristen was en wilde haar plaats innemen. Ze hield een bruiloft in thema van Elvis, maar het huwelijk ging niet door en na een reis naar Engeland werd Susan verliefd op Edmund Crumb. Susan en Edmund trouwden en verhuisden naar Engeland. Kristen belandde in de kerker van een rijke man die haar als slavin hield en Susan liet Stefano in de waan dat zij Kristen was en Elvis opvoedde in Engeland.
Jaren later kwam dan aan het licht dat Elvis niet door Susan werd opgevoed, maar door Stefano in Maison Blanche en hij zat ook op Engelse kostscholen. Stefano is het idool van EJ en hij heeft een goede band met zijn vader.

### 2006
EJ kwam in 2006 naar Salem en ging in een appartement wonen tegenover Sami Brady, Austin Reed en werd al snel vrienden met hen, Lucas Roberts en Carrie Brady. Austin en Sami waren verloofd en wilden die zomer nog trouwen. Sami werd gechanteerd en EJ probeerde haar te overtuigen om dit aan Austin op te biechten. Uiteindelijk koos Austin ervoor om terug bij zijn eerste grote liefde Carrie te zijn en ze verlieten de stad. EJ probeerde nu het vertrouwen van Sami te winnen. Het leek alsof hij echt om Sami gaf, maar toen Lucas zich realiseerde dat hij ook nog van Sami hield probeerde hij samen met zijn zoon Will Roberts om hen uit elkaar te houden. EJ startte inmiddels het bedrijf Mythic Communications op samen met Kate Roberts en had een kortstondige affaire met haar.
Toen John en Marlena op vakantie waren in Italië ontdekten ze dat EJ de zoon was van Stefano. John verdacht EJ er nu van betrokken te zijn bij de moord op Eve Michaels, maar de politie kon geen enkel verband vinden.
Sami lokte EJ naar een pakhuis waar hij John zag. EJ schoot John neer en Tek Kramer was hier getuige van. EJ had Tek niet gezien en probeerde te vluchten. Op straat komt hij Sami tegen die op zoek is naar hulp voor Lucas die een balk op zich gekregen had nadat de chalet waar ze verbleven ingestort was.
EJ hield Sami onder schot en dwong haar om hem mee te nemen door de politiebarricades. Ze gaat ermee akkoord, maar wil wel iets in de plaats. Als ze door de barricades heen zijn eist Sami dat EJ haar helpt met Lucas. EJ wil dat Sami de liefde bedrijft met hem in ruil voor zijn hulp. Sami gaat met tegenzin akkoord omdat ze het leven van Lucas wil redden.

### 2007
Sami vertelt niemand over haar deal met EJ, zelfs niet als ze ontdekt dat ze zwanger is. Aangezien ze eerder op die avond ook seks had met Lucas is het niet duidelijk wie de vader is. Sami probeert haar zwangerschap verborgen te houden voor EJ, maar nadat hij het ontdekt eist hij een vaderschapstest, die zij weigert.
EJ komt Sami en Lucas tegen op hun huwelijksreis in New Orleans en neemt hen mee naar Maison Blanche. EJ en Sami praten terwijl Lucas even weg is en EJ geeft toe dat hij Sami verkracht heeft. Hij biedt zijn excuses aan en vraagt of hij haar vertrouwen terug kan winnen. Celeste doet een voodoo-ritueel om te bepalen wie de vader is en zegt dat EJ de vader is van het kind.
Na de terugkeer in Salem redde EJ drie keer het leven van Sami en beschermde haar tegen de wil van zijn familie in. Zijn broer Tony DiMera (in feite André DiMera) vindt dat EJ verbannen moet worden en zijn leven is in gevaar. Stefano wil echter dat EJ en Tony zich verzoenen en ze gaan akkoord om hun vader te plezieren. Later op de avond vertelt Stefano aan EJ dat er een special reden is waarom hij zoveel om EJ geeft. Hij toont hem een foto van zijn vader Santo DiMera, de vader van Stefano en EJ ziet dat hij een evenbeeld is van zijn grootvader.